# Trent Baines
Trent Baines es un actor australiano, conocido por haber interpretado a Michael MacKenzie en Home and Away. 

## Biografía
Es hijo de un maestro y de una cuidadora, es el mayor de tres hermanos.

## Carrera
En el 2006 apareció como personaje recurrente en la exitosa serie australiana Home and Away donde interpretó a Michael "Macca" Mackenzie, el hermano adoptivo de Martha Stewart-Mackenzie (Jodi Gordon), hasta el 2007 luego de que su personaje decidiera irse de la bahía luego de los problemas que le había causado a Cassie Turner.
En el 2009 apareció como invitado en la serie médica All Saints donde interpretó a Jesse Stevens. Anteriormente había aparecido por primera vez en el 2005 donde interpretó a Tom Lowe durante el episodio "Thicker Than Water".
En el 2012 apareció en la serie Bikie Wars: Brothers in Arms donde interpretó a Ivan "Sparrow" Romcek, un motociclista y miembro del grupo "Comancheros", quien termina muerto luego de que su grupo tuviera un enfrentamiento con los "Bandidos".

## Filmografía

### Series de televisión
| Año         | Título                       | Personaje         | Notas                                |
| ----------- | ---------------------------- | ----------------- | ------------------------------------ |
| 2016        | Rake                         | Travis            | episodio "R v. Thompson"             |
| 2015        | Winter                       | Travis McIntyre   | 2 episodios                          |
| 2015        | Australia: The Story of Us   | Tom Wills         | episodio "Break Out"                 |
| 2012        | Bikie Wars: Brothers in Arms | Ivan Romcek       | 3 episodios                          |
| 2010        | Rescue Special Ops           | Joey Cutler       | episodio "Enemy Mine"                |
| 2009        | All Saints                   | Jesse Stevens     | episodio "Yet Another Reality Check" |
| 2006 - 2007 | Home and Away                | Michael MacKenzie | 40 episodios                         |

### Películas
| Año  | Título   | Personaje | Notas |
| ---- | -------- | --------- | --- |
| 2014 | Carlotta | Mick      | junto a Jessica Marais, Eamon Farren, Socratis Otto, Alex Dimitriades, Gigi Edgley, Ryan Johnson & Damian de Montemas |

### Teatro
| Año  | Obra                         | Personaje | Director | Teatro        | Notas                                                |
| ---- | ---------------------------- | --------- | -------- | ------------- | ---------------------------------------------------- |
| 2011 | Love, Gloves and a Guidebook | -         | -        | Avoca Theatre | junto a Dave Ward, Elesa Grace & Sophie Berry-Porter |
| -    | The Talk Down                | -         | -        | -             | -                                                    |
| -    | Henry V                      | -         | -        | -             | -                                                    |
| -    | Much Ado About Nothing       | -         | -        | -             | -                                                    |

## Premios y nominaciones
| Año | Categoría  | Premio                       | Obra          | Resultado |
| --- | ---------- | ---------------------------- | ------------- | --------- |
| -   | Best Actor | Short & Sweet Festival Award | The Talk Down | Ganador   |